# 科多莱
科多莱（法語：Codolet，法語發音：[kɔdɔlɛ]）是法国加尔省的一个市镇，属于尼姆区。

## 地理
科多莱（44°7'34"N, 4°42'8"E）面积5.17 平方千米，位于法国奧克西塔尼大區加尔省，该省份为法国南部沿海省份，南端濒地中海，北起顺时针与阿尔代什省、沃克吕兹省、罗讷河口省、埃罗省、阿韦龙省和洛泽尔省接壤。
与科多莱接壤的市镇（或旧市镇、城区）包括：许斯克朗、洛丹-拉杜瓦斯、奥尔桑、卡德鲁斯。

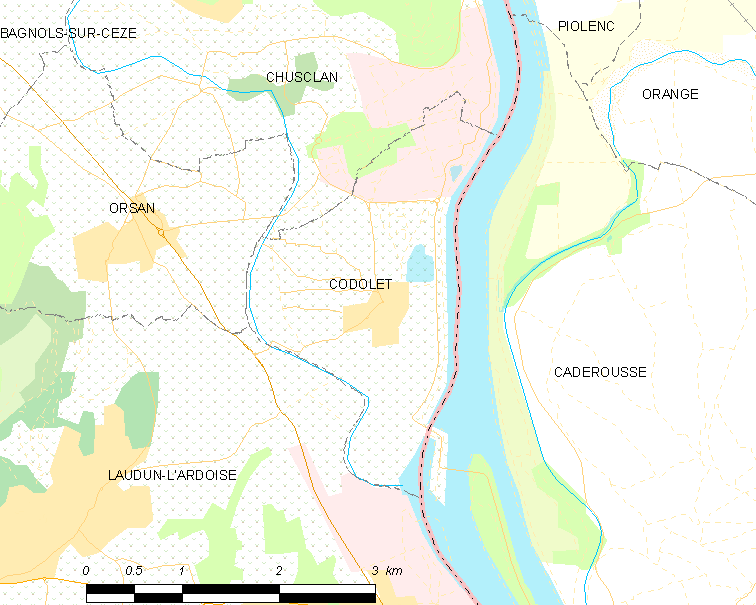
科多莱的OSM定位图

科多莱的时区为UTC+01:00、UTC+02:00（夏令时）。

## 行政
科多莱的邮政编码为30200，INSEE市镇编码为30084。

## 政治
科多莱所属的省级选区为罗克莫尔县。

## 人口

1962-2008年间科多莱人口变化图示

科多莱于2022年1月1日时的人口数量为597人。